# Alectra schliebenii
Alectra schliebenii är en snyltrotsväxtart som beskrevs av Melch.. Alectra schliebenii ingår i släktet Alectra och familjen snyltrotsväxter. Inga underarter finns listade i Catalogue of Life.